# Hadena dictyota
Hadena dictyota är en fjärilsart som beskrevs av Oswald Beltram Lower 1901. Hadena dictyota ingår i släktet Hadena och familjen nattflyn. Inga underarter finns listade i Catalogue of Life.